# Rehasher
Rehasher is een punkband afkomstig uit Gainesville, Florida. De band is begonnen als een project van Roger Lima (basgitarist en zanger van de Amerikaanse ska-punkband Less Than Jake), maar groeide al snel uit tot een volledige band. De band heeft in totaal drie studioalbums en een single laten uitgeven.

## Discografie
Studioalbums
- Off Key Melodies (2004, No Idea Records)
- High Speed Access to My Brain (2009, Paper + Plastic/Moathouse Records)
- Make the Noise (2015, Moathouse Records)

Singles
- "Clock Smash!" (2015 Moathouse Records/Saint November records)

## Leden
- Roger Lima - zang, slaggitaar
- Ryan Geis - zang
- Gui Amador - basgitaar
- Jake Crown - drums, zang